# Franciszek Walknowski
Franciszek Wernisz Walknowski (Walichnowski) herbu Wieruszowa (zm. w 1778 roku) – sędzia ziemski kaliski w latach 1760–1778, marszałek sądów kapturowych województwa kaliskiego w 1764 roku.
Poseł województwa poznańskiego na sejm konwokacyjny (1764). Jako poseł województwa poznańskiego na sejm elekcyjny 1764 roku był elektorem Stanisława Augusta Poniatowskiego z województwa poznańskiego.
Był deputatem województwa kaliskiego na Trybunał Główny Koronny w Poznaniu w 1765 roku.
W grudniu 1770 roku otrzymał z kasy ambasady rosyjskiej 100 dukatów jako wysłannik rosyjski do Wielkopolski.